# Tontelea chlorantha
Tontelea chlorantha är en benvedsväxtart som beskrevs av Albert Charles Smith.
Tontelea chlorantha ingår i släktet Tontelea och familjen Celastraceae. Inga underarter finns listade.